# Вулкана-Панделе (комуна)
Вулкана-Панделе (рум. Vulcana-Pandele) — комуна у повіті Димбовіца в Румунії. До складу комуни входять такі села (дані про населення за 2002 рік):
- Вулкана-Панделе (2451 особа) — адміністративний центр комуни
- Гура-Вулканей (1348 осіб)
- Лекулеце-Гаре (179 осіб)
- Токулешть (981 особа)

Комуна розташована на відстані 84 км на північний захід від Бухареста, 11 км на північний захід від Тирговіште, 146 км на північний схід від Крайови, 73 км на південь від Брашова.

## Населення
У 2009 року у комуні проживали 5132 особи.